# Paolo Mattia Doria
Paolo Mattia Doria (Genova, 24 febbraio 1667 – Napoli, 25 febbraio 1746) è stato un filosofo e matematico italiano.

## Biografia

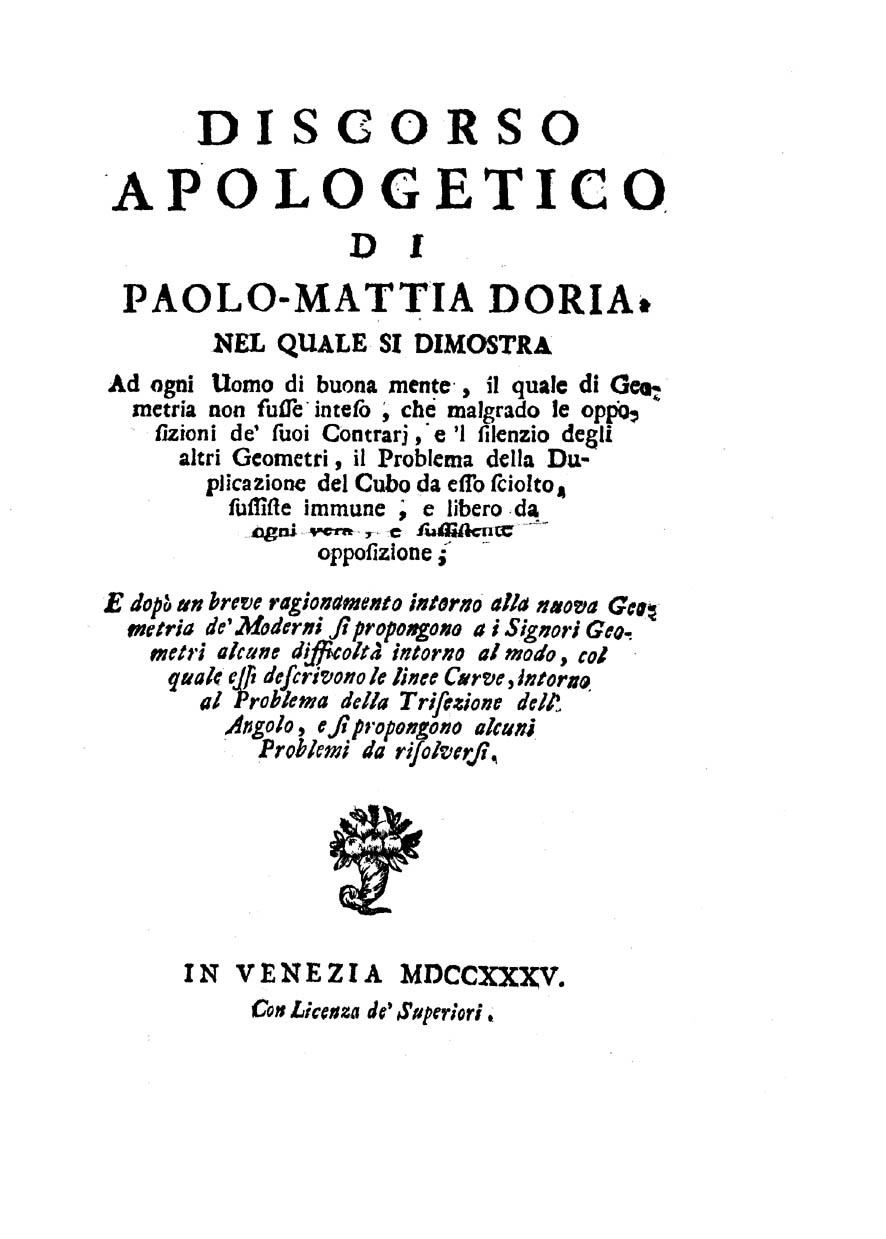
Discorso apologetico, 1735

Nato da Giacomo e Maria Cecilia Spinola, appartenente alla nobile casata dei Doria Lamba dalla quale provennero ben quattro Dogi della Repubblica di Genova, ebbe un'infanzia travagliata segnata a cinque anni dalla morte del padre. L'uscita dalla famiglia delle tre sorelle lo fecero rimanere all'età di 13 anni solo con la madre che influenzò negativamente il suo carattere «melanconico ma vivace», il suo desiderio di «virtù e gloria». La madre, che egli accusava esser stata «de' miei errori ... la prima e principal cagione», si era disinteressata del figlio limitandosi ad affidarne l'educazione a medici e pedagoghi bigotti che lo fecero crescere con la paura delle malattie e della morte, che gli veniva indicata dai suoi educatori gesuiti come «un positivo castigo agli uomini rei».
Il giovane Paolo divenne quindi un giovane «vivace e grazioso nelle conversazioni ... affabile con tutti, facile e condiscendente con gli amici» e allo stesso tempo pieno di sé e fatuo divenendo «uno di quei Petits Maitres disinvolti e alla moda, ... li quali prendono per idea di virtù vere ed esistenti tutte le vanità ... e molte volte prendono con idee di virtù li vizj ancora.

### Pieno di sé e fatuo
Nel 1683 compì con la madre il classico viaggio (Grand Tour) in Italia dei giovani ben nati dal quale uscì libero dalle inibizioni religiose ma con «nuovi abiti di mente viziosi, ... li quali mi facevano mirare come idee di virtù la rilassatezza ne' sensi, la prepotenza con i deboli e la vendetta»
Tornato a Genova trovò la sua città bombardata dal mare dalle navi di Luigi XIV che voleva punirla per la sua politica filospagnola. In quell'occasione conobbe Tomás Enriquez de Cabrera conte di Melgar che era stato chiamato a difendere la città. Il conte avviò il giovane nelle arti militari e lo introdusse nel giro del patriziato mondano.
Innamoratosi fortemente di una «meritevole donna» che morì poco tempo dopo, cadde in depressione e per distrarsi dal dolore riprese i suoi dispendiosi viaggi in Italia. Ridotto in ristrettezze economiche si recò a Napoli per recuperare certi suoi crediti ma dovette lottare per oltre vent'anni per districarsi dalla palude di leggi e cavillose procedure al punto che si mise egli stesso a studiare legge con un certo profitto per ottenere dai tribunali quanto gli spettava.
La sua fama di spadaccino gli fece guadagnare le simpatie del patriziato napoletano che riteneva «massime di cavagliero ... che fusse atto di disonore e di vergogna il non punire un uomo a sé inferiore quando si haveva da quello qualche offesa ricevuto, e che il perdonare generosamente fusse vergogna; ... ma poscia ... era massima d'estrema vergogna il non chiamare a duello un nobile a sé uguale quando da quello si era qualche offesa ricevuta».
Si diede quindi a duellare per qualsiasi puntiglio cavalleresco tanto da essere messo in prigione aumentando così la sua fama di «duellista e vendicativo» presso la nobiltà locale.

### Da duellista a metafisico
Dal 1694 Paolo Mattia cominciò a disgustarsi di questa sua vita fatua e falsa trasformandosi in «filosofo metafisico» ed entrando nella cerchia degli intellettuali cartesiani e gassendisti che caddero sotto l'attacco della Chiesa preoccupata che il loro sensismo approdasse a un conclamato materialismo. La posizione della Chiesa fu esplicitata dal grande processo del 1694 contro gli "ateisti", quegli intellettuali che si erano illusi di poter modernizzare la dottrina cattolica.
Paolo Mattia si schierò con questi frequentando il salotto letterario di Nicolò Caravita che si era già battuto contro l'Inquisizione e che era divenuto il centro di diffusione della filosofia cartesiana. Qui il Doria ebbe modo di conoscere il protetto di Caravita, quel Giambattista Vico che scriverà del genovese che «fu il primo con cui poté cominciare a ragionar di metafisica» nella quale si intravedevano «lumi sfolgoranti di platonica divinità».

## Gli scritti

### La politica

Vita civile, 1753

Per organizzarsi contro le polemiche dei tradizionalisti, sostenuti dalla Chiesa cattolica, il Caravita pensò di fondare un'associazione di intellettuali modernisti che, dopo diverse difficoltà, finalmente vide la luce nel 1698 col nome di Accademia Palatina e che annoverava fra i 18 soci fondatori anche Paolo Mattia Doria che pronunziò in quella sede lezioni concernenti la teoria politica (Sopra la vita di Claudio imperadore) dove sosteneva la superiorità della nobiltà per virtù e non per nascita, e dove contestava la base valoriale dell'aristocrazia fondata sull'uso delle armi (Dell'arte militare, Del conduttor degl'eserciti, Del governatore di piazza, Della scherma). La guerra, scriveva Doria, non era un privilegio della "nobiltà di spada" ma un'attività che richiedeva l'applicazione di tecniche scientifiche e il comando affidato a ufficiali competenti nel dirigere l'animo umano (Il capitano filosofo - Napoli, 1739)
Nel 1709 Doria pubblica la Vita civile e l'educazione del principe, criticata da alcuni per alcuni fraintendimenti sul pensiero di Cartesio («non ha inteso il Cartesio, o ... ad arte ne tronca o perverte il senso»). Nell'opera si criticava la politica di Tacito e Machiavelli sostenendo che questa va basata non «sopra l'idea degli uomini quali sono» ma sulla «virtù, il giusto e l'onesto». Secondo Doria perciò lo Stato andava guidato, come dettava l'insegnamento platonico, dai filosofi facendosi così sostenitore, secondo le nuove idee riformatrici che cominciavano a circolare in Europa, di un assolutismo moderato nel Regno di Napoli.

### La "mattematica" e le donne
Nel 1711 Doria cominciò ad interessarsi a temi scientifici mandando alle stampe le sue Considerazioni sopra il moto e la meccanica de' corpi sensibili e de' corpi insensibili (Augusta 1711) e una Giunta di P. M. Doria al suo libro del Moto e della Meccanica (ibid. 1712). Opere queste, dove si criticava il metodo galileiano e si metteva in discussione la distinzione cartesiana fra res extensa e res cogitans in nome del principio neoplatonico dell'Uno immateriale, che non ebbero il successo sperato e vennero anzi aspramente criticate da più parti.
Doria divenne un personaggio ambito da nobili e femmes savantes che lo invitavano nei loro circoli culturali dove riceveva numerosi attestati di stima. Per ricambiare le nobili dame, sue discepole, Doria pubblicò nel 1716 i Ragionamenti ne' quali si dimostra la donna, in quasi tutte le virtù più grandi, non essere all'uomo inferiore .
Le donne, sosteneva Doria, hanno gli stessi diritti naturali degli uomini e possono governare e fondare grandi imperi ma non sono adatte fisiologicamente a formulare leggi per le quali occorre una sapienza storica e filosofica. Cartesio infatti aveva errato nel credere che Dio avesse dato a tutti «eguale abilità per intender le scienze», mentre «Iddio non ha ugualmente a tutti gli uomini distribuito e perciò vediamo che molti non son capaci nelle scienze». Quindi le donne che egli ammirava moltissimo e che lo ricambiavano con tante lodi, devono tuttavia accontentarsi di poter dirigere lo Stato ma non possono essere legislatrici. Un rapporto questo con l'altro sesso che rimase problematico per Doria che non volle mai sposarsi ritenendo il matrimonio una «legge dura» che non trovava precisa corrispondenza nella teologia..
Verso il 1718 Doria si considerava ormai un "filosofo metafisico e mattematico" che adottando il platonismo aveva pressoché «distrutto li saggi di filosofia del signor Giovanni Locke ed in parte ancora la filosofia di Renato Des-Cartes».

### Un capovolgimento di fronte
Doria compiva un capovolgimento delle sue convinzioni moderniste passando nel campo degli "antichi" quando il suo Nuovo metodo geometrico (Augusta 1714) e i Dialoghi ... ne' quali ... s'insegna l'arte di esaminare una dimostrazione geometrica, e di dedurre dalla geometria sintetica la conoscenza del vero e del falso (Amsterdam 1718), furono aspramente criticati da parte della rivista Acta eruditorum di Lipsia. Ancora più aspre le contestazioni ricevute a Napoli che gli costarono un sonetto denigratorio che così recitava: «Di rispondere a te nessun si sogna / de' nostri, e strano è assai che Lipsia mandi / risposta a un uom che 'l matto ognun lo noma»

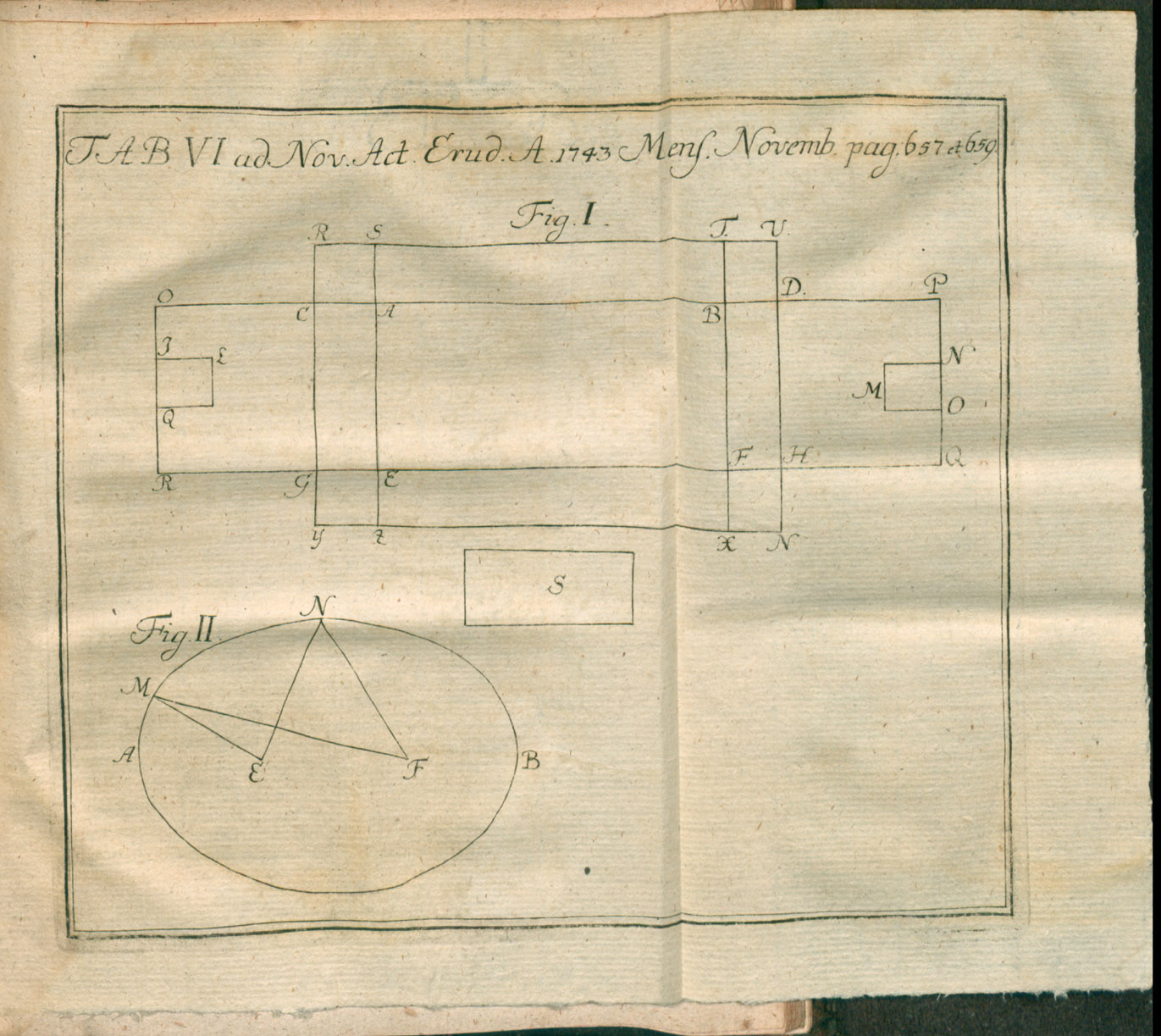
Illustrazione alla recensione pubblicata sugli Acta Eruditorum del 1743 al Capitano filosofo

Nel 1733, fu rifondata l'Accademia degli Oziosi, dove Doria profuse tutte le sue energie nel criticare i "moderni", seguaci del pensiero filosofico di John Locke, dell'Accademia delle scienze di Celestino Galiani che aveva detto di lui «il Doria ha ristampato tutte in un corpo le sue coglionerie».
Con l'avvento del re riformista Carlo III di Borbone nel Regno di Napoli, Doria si trovò completamente isolato col suo «platonismo pratticabile» che continuava a difendere scrivendo nel 1739 il Politico alla moda.
Doria si rendeva ormai conto di come fosse irrealizzabile il suo ideale di un governo ad opera di sovrani virtuosi e filosofi legislatori: «li magistrati, li capitani, li sacerdoti, e tutti gli ordini che governano hanno diviso la filosofia dalla politica per unire alla politica la sola prattica»; ormai «i principi - scriveva - vogliono governare lo stato colla politica de mercadanti, e non con quella de filosofi». Egli constatava come vi fosse ormai una generale crisi dei valori «perché in questo nostro tempo si corre dietro solamente alla perniciosa filosofia di Locke e di Newton e si pratica solamente la politica mercantile»
Completamente ignorato dall'ambiente intellettuale, Doria malato e in difficoltà economiche moriva nel 1746 indicando nel suo testamento la volontà che fosse pubblicata a spese di un suo cugino, a saldo di un debito da questi contratto, l'opera Idea di una perfetta repubblica.
Quando lo scritto fu infine edito nel 1753 fu condannato dai revisori ad essere bruciato per il suo contenuto contro «Dio, la religione e la monarchia». In realtà l'autore contestava il celibato ecclesiastico, l'indissolubilità del matrimonio, la castita, l'eternità delle pene inflitte ai dannati e l'ideologia etico-politica dei gesuiti.
Il governo perfetto, ribadiva Doria nell'opera postuma, doveva essere a imitazione di quello di Sparta e della Roma repubblicana, «perché posto il governo in mano agli uomini, è forza che sia moderato da un magistrato ordinato alla difesa del popolo contro la tirannia»
Gli unici a esecrare il rogo dell'opera furono proprio i giuristi napoletani difendendo «i libri di quel savio e cordato vecchio di Doria, di cui s'infama la venerata memoria».

### Lo smantellamento delle reti fiduciarie nel Regno di Napoli
L'opera  di Paolo Mattia Doria è al centro del saggio di Anthony Pagden dal titolo La distruzione della fiducia e le sue conseguenze economiche a Napoli nel secolo XVIII. In estrema sintesi il Pagden argomenta, poggiando la propria analisi sugli scritti di Doria, che nel corso del secolo XVII, il governo spagnolo, nell'azione di depredazione del Regno di Napoli  aveva «spogliato i loro sudditi della virtù e della ricchezza, introducendo al posto loro ignoranza, infamia, divisione e infelicità».
Altra azione, che si rivelerà in seguito disastrosa per la società napoletana e in genere per il Mezzogiorno, fu  lo  smantellamento dei rapporti interpersonali di fiducia tra le diverse classi, necessari  per lo sviluppo dei commerci e dell'iniziativa privata  e l'introduzione della cultura dell'onore  attraverso l'infoltimento dei  ranghi nobiliari, il rafforzamento dell'Inquisizione, l'inasprimento della segretezza dell'attività di governo, l'incremento delle cerimonie religiose e di devozione ritualizzata, l'aumento della diseguaglianza davanti alla legge e infine l'indebolimento apertamente perseguito del rapporto armonioso che si era creato in passato tra i diversi ordini del Regno: tutto ciò  al fine di scoraggiare, minando la fede pubblica, l'ascesa di una classe imprenditoriale-commerciale che avanzasse i propri diritti e rompesse l'equilibrio dei poteri tra la corte e il patriziato locale che gli spagnoli intendevano mantenere. Tutti questi fattori, lesivi di quel rapporto di fiducia tra le classi  necessario per l'avvio e il consolidamento dell'attività di cooperazione e di intrapresa economica, non tarderanno a produrre effetti duraturi sulla società meridionale, non solo a livello mentale-culturale, e di converso a livello economico, costituendo uno dei fattori prodromici dell'arretratezza socio-economico-culturale del Mezzogiorno d'Italia.

## Opere

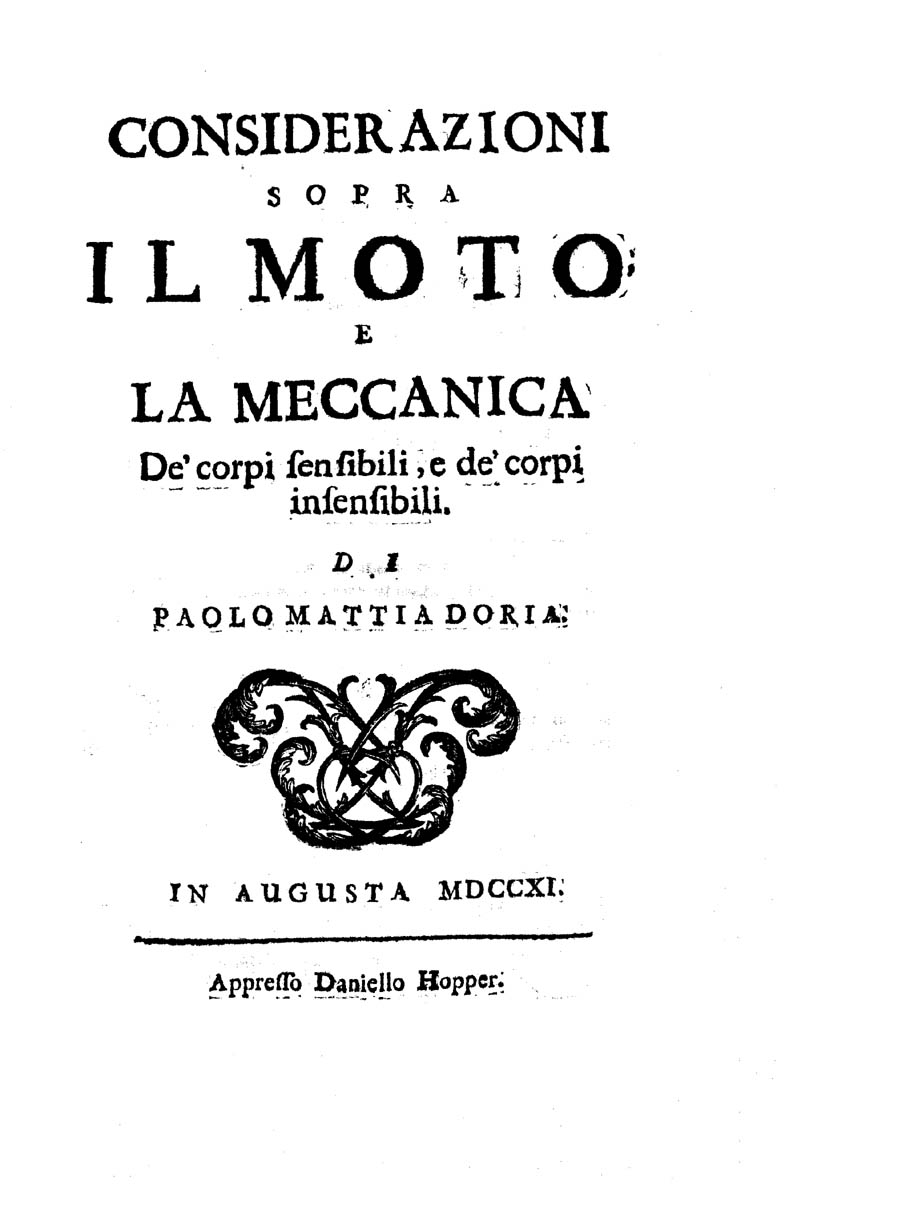
Considerazioni sopra il moto e la meccanica de' corpi sensibili, e de' corpi insensibili, 1711

- Considerazioni sopra il moto e la meccanica de' corpi sensibili, e de' corpi insensibili, Napoli, Daniello Hopper, 1711.
- Considerazioni sopra il moto e la meccanica de' corpi sensibili, e de' corpi insensibili. Giunta, Napoli, Daniello Hopper, 1712.
- Dialoghi, Amsterdam, s.n., 1718.
- Esercitazioni geometriche, Parigi, s.n., 1719.
- (LA) Duplicationis cubi demonstratio, Venezia, s.n., 1730.
- Discorso apologetico, Venezia, s.n., 1735.
- Soluzione del problema della trisezione dell'angolo, Venezia, s.n., 1735.
- La vita civile, con un trattato della educazione del principe, Napoli, Angelo Vocola, 1753.